# Giuseppe Bozzetti
Giuseppe Bozzetti (Borgoratto Alessandrino, 19 settembre 1878 – Roma, 27 giugno 1956) è stato un presbitero e filosofo italiano.

## Biografia
Fratello minore del pittore Cino Bozzetti era figlio di Romeo (uno dei Mille di Garibaldi, divenne colonnello e poi generale dell’Esercito Italiano) e da Edvige Griziotti De Gianani. I genitori erano originari dalla provincia di Cremona. Tutta la famiglia Bozzetti si spostò a Trapani, poi a Napoli, a Reggio Calabria, ad Ancona, a Genova e infine a Torino, seguendo le destinazioni del capofamiglia. Giuseppe scriveva delicate poesie, indirizzate ai suoi familiari.
Giuseppe Bozzetti, dopo la laurea in Giurisprudenza all'Università di Torino, ottenuta nel 1900, entrò nell’ordine dei Rosminiani. Fu novizio al Convento rosminiano del Sacro Monte Calvario di Domodossola (dove una sala è oggi a lui dedicata) e ordinato sacerdote nel 1906. Si laureò anche in Filosofia nel 1908 e nel 1909 in Lettere classiche all'Università di Roma La Sapienza, materia che insegnò al liceo "Mellerio-Rosmini" di Domodossola. Nel 1929 fu nominato Superiore Provinciale dei Collegi rosminiani e a Roma, il 25 marzo 1935, fu eletto Preposito Generale, cioè VII successore di Antonio Rosmini, carica che ricoprì fino alla morte. Fu libero docente di Filosofia all’Università di Roma La Sapienza, dal 1942 al 1946. Autore di saggi filosofici e teologici, sostenne e spiegò le tesi di Antonio Rosmini, in particolare quelle esposte nella Filosofia del diritto.

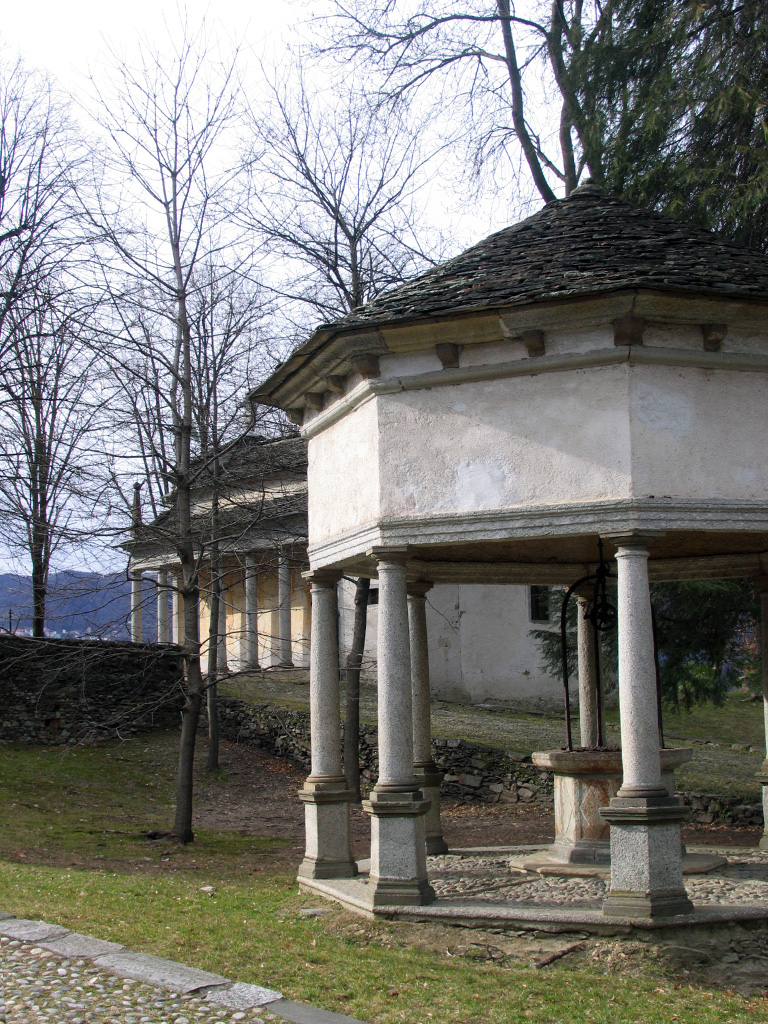
Sacro Monte Calvario di Domodossola, Via Crucis

Per Giuseppe Bozzetti la persona è soggetto di diritto, cioè cerca liberamente la verità e aderisce liberamente alla legge morale, su cui forma la propria coscienza e la consapevolezza di avere una destinazione eterna.
Gli scritti dei Giuseppe Bozzetti sono stati recentemente raccolti in:  Giuseppe Bozzetti, Opere complete: saggi, scritti inediti, opere minori, recensioni, a cura di Michele Federico Sciacca, Milano, Marzorati, 2006.

### Profili
L'Accademia Roveretana degli Agiati ha pubblicato questo sintetico profilo di Giuseppe Bozzetti:
«Attratto dalla filosofia rosminiana che faceva della persona il diritto sussistente ed il fondamento della famiglia e dello Stato, ripropose la metafisica del filosofo roveretano quale unica speculazione che sapesse inquadrare il problema dell'essere personale in un'organicità ontologica più alta. Fu filosofo costruttivo, capace di far convergere, in una prospettiva anche pedagogica, molteplicità ed unità, frammentarismo e organicità. Sacerdote profondamente umano e colto (lasciò belle prose e brevi testi poetici di raffinata sensibilità ed eleganza), aperto al dialogo con tutti, guidò come superiore generale l'Istituto della carità secondo lo spirito del suo fondatore e in conformità alle esigenze dei tempi.»